# Juan Pablo Pocholo
Juan Pablo Pocholo (La Plata, Buenos Aires, Argentina; 15 de abril de 1994), es un futbolista argentino. Juega de mediocampista central. Actualmente juega el Club de Gimnasia y Esgrima La Plata que disputa la Primera División del fútbol argentino.

## Trayectoria

### Gimnasia y Esgrima La Plata
Su debut se produjo en Gimnasia y Esgrima La Plata en el Campeonato de Primera División 2014, en un encuentro de liga que Gimnasia y Esgrima La Plata terminaría perdiendo contra Defensa y Justicia por 0-3. El 17 de diciembre de 2014 firma su primer contrato profesional por un lapso de tres años. Actualmente juega en Everton, club de la Liga Amateur Platensel

## Clubes
| Club                        | País      | Año             |
| --------------------------- | --------- | --------------- |
| Gimnasia y Esgrima La Plata | Argentina | 2014 - 2015     |
| Barracas Central            | Argentina | 2015 - 2019     |
| Everton (La Plata)          | Argentina | 2019 - presente |